# Titularerzbistum Proconnesus
Proconnesus (ital.: Proconneso) ist ein Titularerzbistum bzw. bis 1929 Titularbistum der römisch-katholischen Kirche. 
Es geht zurück auf einen untergegangenen Bischofssitz auf der Insel Prokonnesos (heute Marmara-Insel) im Marmarameer, die zur römischen Provinz Asia bzw. Hellespontus gehörte. 
| Titularerzbischöfe von Proconnesus |                                       |                                                                                     |                   |               |
| Nr.                                | Name                                  | Amt                                                                                 | von               | bis           |
| 1                                  | Pierre-Marie Gentet                   | Weihbischof in Port-au-Prince (Haiti)                                               | 16. November 1895 | 6. März 1896  |
| 2                                  | Giovanni Carli                        |                                                                                     | 24. März 1898     | 19. Juni 1899 |
| 3                                  | Tommaso Cirielli                      | Prälat von Altamura und Acquaviva delle Fonti (Italien)                             | 19. Juni 1899     |               |
| 4                                  | August Klinke                         | Weihbischof in San Carlos de Ancud Apostolischer Administrator von Valdivia (Chile) | 11. November 1908 | 8. April 1932 |
| 5                                  | Basilio Cattan                        | emeritierter Erzbischof von Beirut und Jbeil (Libanon)                              | 5. August 1933    | 11. Mai 1952  |
| 6                                  | Cornelio Sebastiano Cuccarollo OFMCap | emeritierter Erzbischof von Otranto (Italien)                                       | 10. Juli 1952     | 24. Mai 1963  |